# Котеново
Коте́ново (рос. Котеново, марій. Куптӱр) — присілок у складі Кілемарського району Марій Ел, Росія. Входить до складу Ардинського сільського поселення.

## Населення
Населення — 129 осіб (2010; 116 у 2002).
Національний склад (станом на 2002 рік):
- марі — 97 %